# Ludwik II (wielki książę Hesji)
Ludwik II (ur. 26 grudnia 1777 w Darmstadt, zm. 16 czerwca 1848 tamże) – wielki książę Hesji od 1830.

## Życiorys
Ludwik II był najstarszym synem wielkiego księcia Ludwika I i jego kuzynki Luizy von Hessen-Darmstadt. Ojciec Ludwika II urodził się jako Ludwik X, landgraf Hesji-Darmstadt. Dzięki staraniom Napoleona I, Ludwik X został w 1806 wielkim księciem Ludwikiem I. Przyszły Ludwik II studiował na Uniwersytecie w Lipsku. W 1804 w Karlsruhe poślubił Wilhelminę Badeńską, córkę Karola Ludwika Badeńskiego (1755–1801) i Amalii Fryderyki Hessen-Darmstadt (1754–1832).
Ludwik II od 1830 był członkiem pierwszej izby stanów Wielkiego Księstwa Hesji. Do chwili objęcia tronu pozostawał na uboczu. Mieszkał w swojej siedzibie w Darmstadt. Nie brał udziału w rządzeniu. Jego działalność polityczna ograniczała się wyłącznie do reprezentacji w izbie stanowej. Wkrótce po jego dojściu do władzy doszło do powstań w Górnej Hesji, które zostały stłumione przez brata Ludwika, Emila. Ludwik II przy ścisłej współpracy z premierem Karolem du Thil kontynuował reformy zapoczątkowane przez ojca. Mimo współpracy najważniejsze cele gospodarcze nie zostały osiągnięte. Reorganizacja administracji przyniosła efekty. Stała się ona bardziej przejrzysta i prosta.
Wielki książę prowadził ugodową politykę wobec Kościoła Katolickiego, mimo iż oficjalnym wyznaniem w Hesji był luteranizm. Zezwolił na budowę szkoły katolickiej i uniwersytetu w Gießen. Powołał do życia szkoły publiczne, które przyczyniły się walnie do podniesienia jakości kształcenia. Zaaprobował powstanie nowego kodeksu karnego. Jedną ze znaczących inwestycji gospodarczych jego panowania było zbudowanie pierwszych heskich linii kolejowych.

### Dzieci
- Ludwik III (1806–1877), wielki książę Hesji
- Karol (1809–1877) książę Hesji
- Elżbieta (1821–1826)
- córka (1822–1822)
- Aleksander (1823–1888), mąż Julii Hauke, córki Maurycego Hauke, założyciel rodu Battenbergów (Mountbattenów)
- Maria (1824–1880), żona cara Aleksandra II (1818–1881)

Istnieje wysokie prawdopodobieństwo, że ojcem czworga ostatnich dzieci Wilhelminy, był jej wieloletni kochanek August von Senarclens de Grancy.

## Odznaczenia
- Krzyż Wielki Orderu Lwa Złotego (Hesja-Kassel)[2]
- Order Zasługi Wojskowej (Hesja-Kassel)[2]
- Order Orła Czarnego (Prusy)[2]
- Order Orła Czerwonego I Klasy (Prusy)[2]
- Order Świętego Andrzeja (Imperium Rosyjskie)[2]
- Order Świętego Aleksandra Newskiego (Imperium Rosyjskie)[2]
- Order Świętej Anny I Klasy (Imperium Rosyjskie)[2]